# Drenova (Čajetina)
Drenova (Servisch cyrillisch Дренова) is een plaats in de Servische gemeente Čajetina. De plaats telt 135 inwoners (2002).